# Çobanoğulları

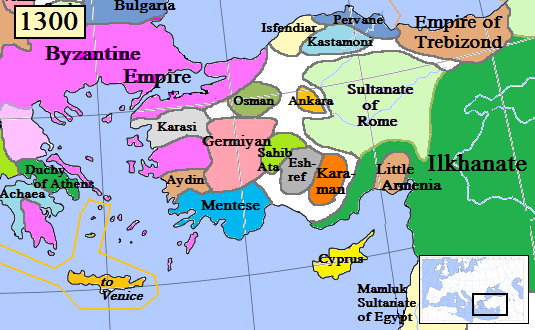
Karte der anatolischen Beyliks ca. 1300, hellblau: Gebiet der Çobanoğulları

Die Çobanoğullari, auch  Beylik der Tschobaniden oder Chobaniden (türkisch Çobanoğulları Beyliği) waren ein anatolisches Beylik im 13. Jahrhundert.
Der Stammvater Hüsameddin Çoban Bey war ein Heerführer im Dienst der Seldschuken. Im Jahr 1211/12 wurde er Statthalter in Kastamonu. 1225 wurde Çoban Bey von Sultan Kai Kobad I. mit einer Expedition gegen die Krim beauftragt. Das Todesdatum von Çoban Bey ist nicht bekannt. Nachfolger wurde sein Sohn Alp Yürük. Er wurde Vasall der Ilchane. Ca. 1280 folgte ihm sein Sohn Yavlak Arslan nach.
Der letzte Çobanoğlu Mahmud herrschte ab ca. 1292. Im Jahre 1309 wurde das Beylik von Candaroğlu Süleyman erobert.